# Pērkons
Este artículo trata sobre la Banda de Rock & Roll letona. Para leer el artículo sobre el Dios Letón del Trueno, ver Perkūnas.
Pērkons (término en Letón para 'trueno') fue una de las más importantes y escandalosas bandas de rock de Letonia de la década de 1980. Los componentes del grupo son Juris Kulakovs (teclado), Juris Sējāns (bajo, cantante), Leons Sējāns (guitarra), Ieva Akurātere (cantante), Raimonds Bartaševics (cantante), Dainis Strazdiņš (batería).

## Discografía
- Mākslas darbi - 1983
- Zibens pa dibenu - 1983
- Ei, jūs, tur! 1983
- Kā jūra, kā zeme, kā debess... - 1984
- Klusā daba ar perspektīvu - 1988
- Labu vakar! - 1989
- Latviskā Virtuve - 1990
- Ballīte - 1990
- Dziesmu izlase #1 (81-82) - 1995
- Ordālijas - 1995
- Balle - 1995
- Dziesmu izlase #2 (85-87) - 1996
- Dziesmu izlase #3 (90-91) - 2002